# 三室戸駅
三室戸駅（みむろどえき）は、京都府宇治市菟道（とどう）田中にある、京阪電気鉄道宇治線の駅。駅番号はKH76。

## 歴史
現在は島式ホーム1面だが1917年（大正6年）の開業当時は相対式ホームの駅だった。翌1918年（大正7年）に営業休止、1922年（大正11年）までに営業再開するが1943年（昭和18年）に一旦廃止、戦後の1947年（昭和22年）に再開業している。1965年（昭和40年）頃撮影の写真では第4種踏切道を挟んで踏切手前に千鳥配置のホームだった、現在の駅舎は1969年（昭和44年）に建設され竣工に合せて相対ホームだった駅は島式ホーム1面の現在の形となった。
1965年（昭和40年）に宇治高等学校が開校、宇治高校が立命館宇治高等学校となり、2002年（平成14年）に同校が移転するまで通学する学生に利用された。閉校式に併せて10000系電車によるラッピングトレインも運行された。1999年（平成11年）6月の休日には、三室戸寺があじさいの名所であることから、宇治快速が停車した。

### 年表
- 1917年（大正6年）2月1日：宇治線の黄檗 - 宇治間に新設開業[5]。
- 1918年（大正7年）6月5日：営業休止[5]（1921年までに営業再開）。
- 1943年（昭和18年）
  - 10月1日：会社合併により京阪神急行電鉄（阪急電鉄）の駅となる。
  - 11月1日：一旦廃止[6]。
- 1947年（昭和22年）4月1日：再び開業[7]。
- 1949年（昭和24年）12月1日：会社分離により京阪電気鉄道の駅となる。
- 1969年（昭和44年）：現駅舎が完成、島ホーム1面の駅となる[4]。
- 1981年（昭和56年）：プラットホームに視覚障害者用誘導ブロックを新設[8]。
- 1994年（平成6年）10月：自動改札機を設置[9]。
- 2000年（平成12年）6月26日：待合室冷房化。
- 2009年（平成21年）1月：オストメイト対応の多目的トイレ設置[10]。
- 2012年（平成24年）8月14日：豪雨で駅構内が浸水[11]。
- 2016年（平成28年）10月31日：駅構内に「旅客案内ディスプレー」を設置、運用開始[12]。

## 駅構造
島式1面2線のホームを持つ地上駅である。駅舎や出入り口はすべて上下線の間にあり、改札口はホーム宇治寄りに1ヵ所ある。ホームの中程に待合室があり、中書島寄りにトイレがある。早朝深夜を除き駅員が駐在している。
出入り口からは上り線、下り線のみにかかっている踏切で公道とつながっており、上下線のどちらか一方に列車が入る場合でも他方は通行可能になっている。
宇治駅までの所要時分は1分。当駅を出ると、すぐに宇治駅の駅舎とホームが見える。

### のりば
| 番線 | 路線    | 方向 | 行先       |
| ---- | ------- | ---- | ---------- |
| 1    | ■宇治線 | 上り | 中書島方面 |
| 2    | ■宇治線 | 下り | 宇治方面   |

- ホーム有効長は5両。

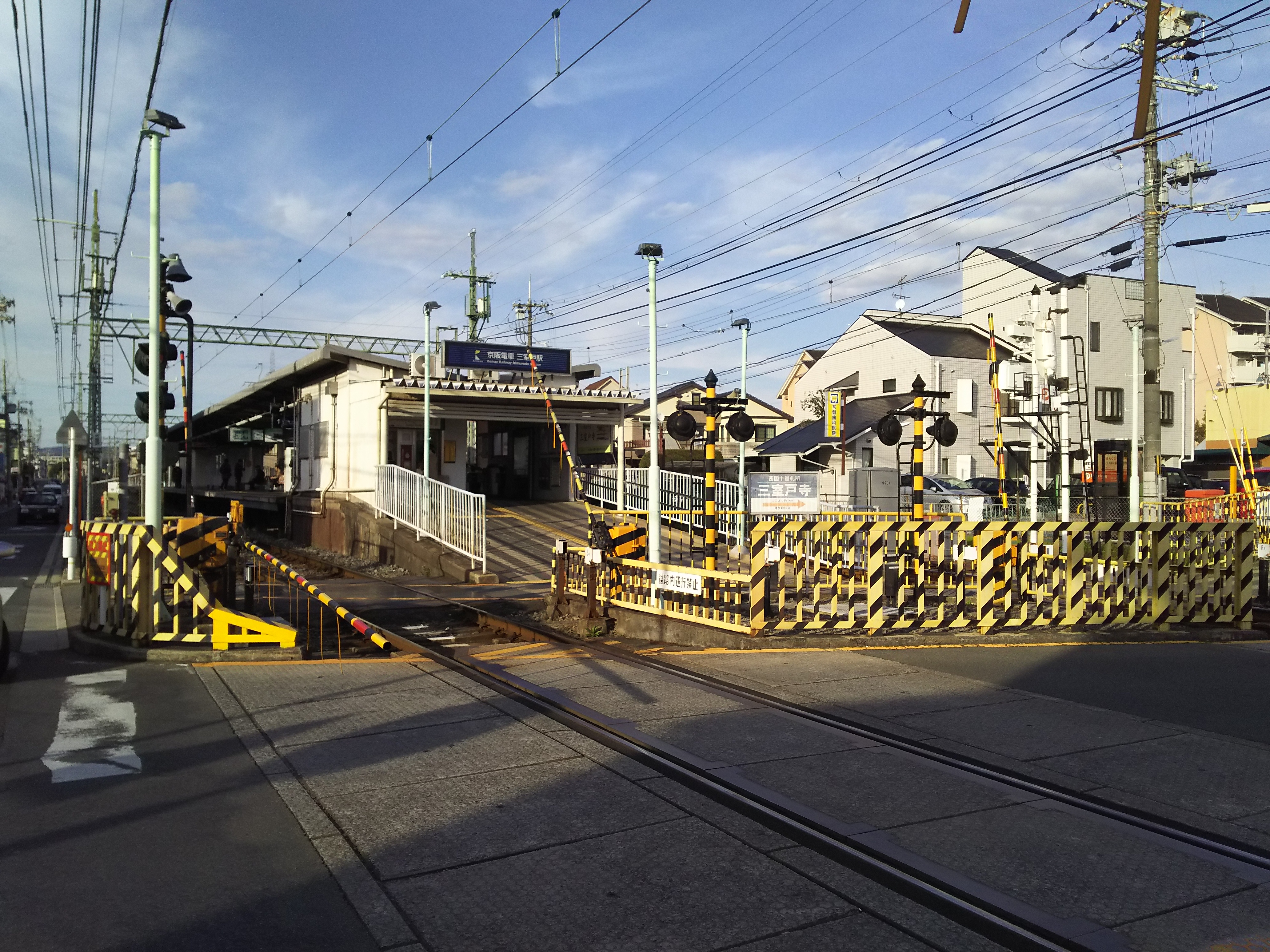
踏切で挟まれた駅舎（2017年11月）
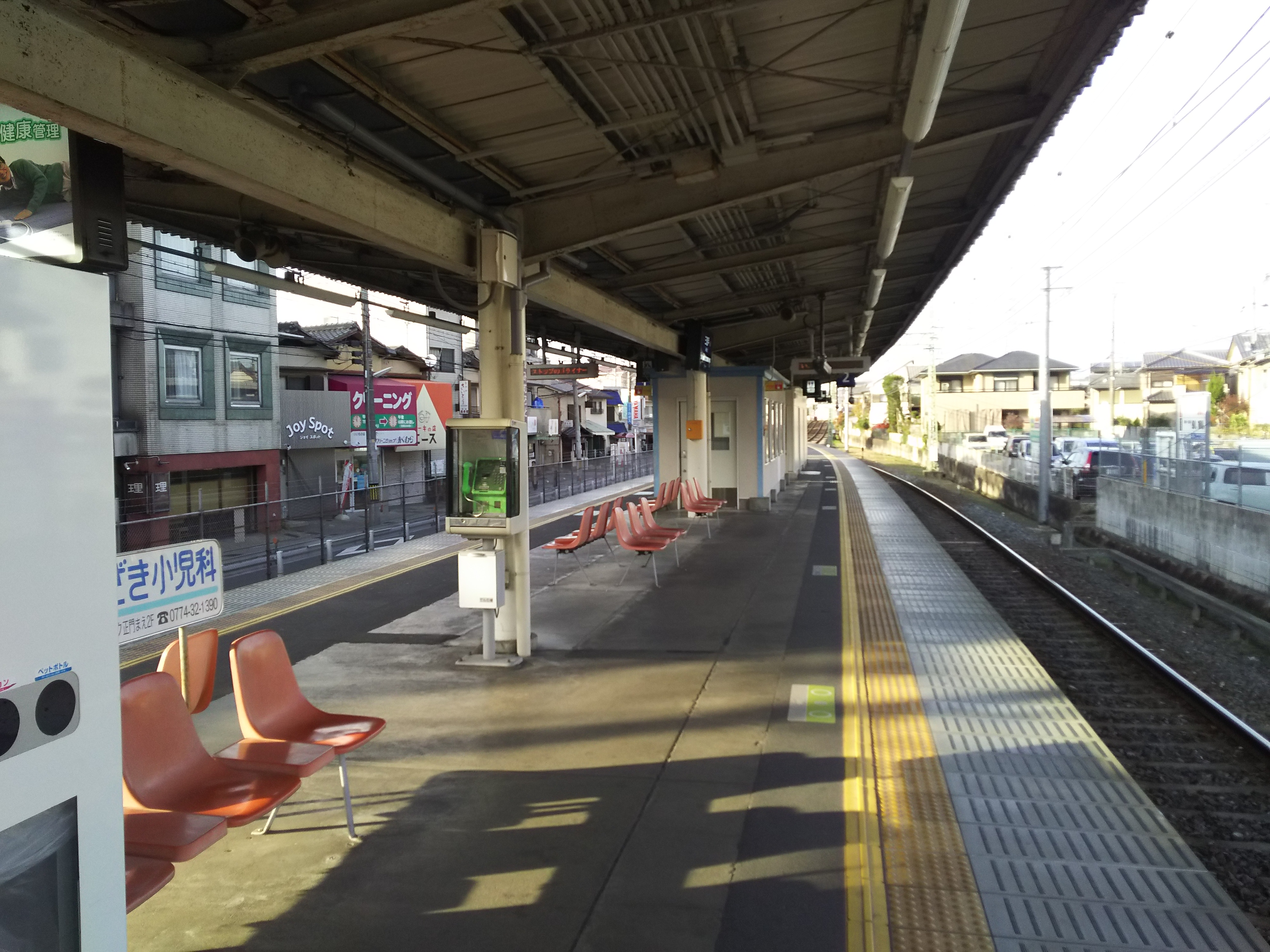
ホーム（2017年11月）

## 利用状況
- 2009年11月10日の乗降人員は4,514人であった[14]。
- なお、近年の11月第2火曜日の乗車人員は以下の通りである[15]。
  - 2003年 - 2,378人
  - 2004年 - 2,481人
  - 2005年 - 2,460人
  - 2006年 - 2,400人
  - 2007年 - 2,375人
  - 2008年 - 2,361人
  - 2009年 - 2,282人
  - 2010年 - 2,386人
  - 2011年 - 2,279人
  - 2012年 - 2,219人
  - 2013年 - 2,312人
  - 2014年 - 2,367人
  - 2015年 - 2,370人
  - 2016年 - 2,279人
  - 2017年 - 2,241人
  - 2018年 - 2,211人
  - 2019年 - 2,263人

## 駅周辺
- 三室戸寺
- 菟道稚郎子墓[16]
- 宇治菟道郵便局
- 立命館宇治高等学校グラウンド（旧三室戸キャンパス）
- 京阪ライフサポート宇治ケア・宇治デイサービスセンター（京阪宇治交サービス本社跡地）
- アル・プラザ 宇治東

## 隣の駅
京阪電気鉄道
宇治線
黄檗駅 (KH75) - 三室戸駅 (KH76) - 宇治駅 (KH77)
- 括弧内は駅番号を示す。